# Безпека дорожнього руху

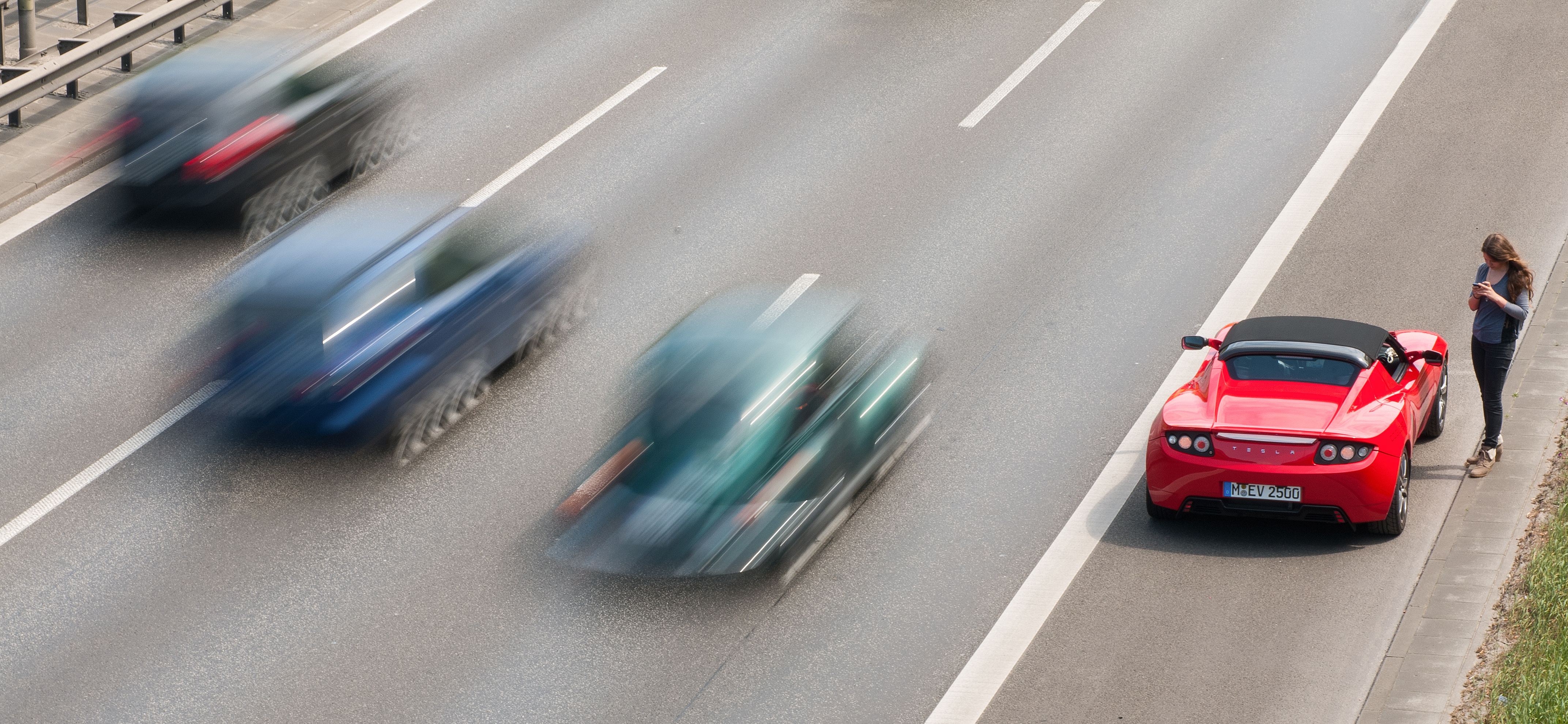

Безпе́ка доро́жнього ру́ху — це комплекс та система правил, заходів і засобів, що забезпечують умови безпечного дорожнього руху, які спрямовані на захист і збереження життя і здоров'я активним та пасивним учасникам дорожнього руху, а також захист і збереження довкілля та майна.

## Зміст
Ця система включає: 
- навчання, тестування та ліцензування водіїв (система надання водійських посвідчень);
- навчання, тестування, ліцензування персоналу навчальних закладів з підготовки водіїв та нагляд за їх діяльністю;
- забезпечення можливості надання першої медичної допомоги та швидкої медичної допомоги на дорогах;
- забезпечення відповідності конструкції нових транспортних засобів вимогам безпеки і екологічної безпеки та нагляд за їх дотриманням;
- забезпечення відповідності технічного стану транспортних засобів вимогам безпеки у процесі їх експлуатації і нагляд за їх дотриманням;
- організація дорожнього руху та дорожньої інфраструктури (включаючи місця зупинок для відпочинку, харчування, заправлення паливом чи електроенергією, технічної допомоги тощо);
- забезпечення відповідності доріг загального користування і оснащення їх технічними засобами для організації дорожнього руху вимогам безпеки і нагляд за їх дотриманням;
- забезпечення підтримування відповідності технічного стану доріг загального користування і технічних засобів для організації дорожнього руху вимогам безпеки і нагляд за їх дотриманням;
- нагляд за дорожнім рухом;
- правове забезпечення учасників дорожнього руху (розроблення і супровід законодавчих і нормативних документів та правил);
- юридичне забезпечення учасників дорожнього руху (оформлення і надання вихідних даних для покарання порушників, судових справ, співпраця із громадськістю та державними установами);
- надання вихідних даних для систем страхування;
- інтегрована інформаційна система;
  - реєстрування та облік транспортних засобів;
  - реєстрування та облік ліцензій (водійських посвідчень);
  - реєстрування та облік навчальних закладів, викладачів і інструкторів;
  - реєстрування та облік порушень Правил дорожнього руху;
  - реєстрування та облік дорожньо-транспортних пригод із різними ступенями тяжкості;
  - система інформування учасників дорожнього руху;
- статистичний аналіз та дослідження для постійного вдосконалення системи з підтримування безпеки дорожнього руху на належному рівні;
- система навчання і популяризації Правил дорожнього руху та кодексу поведінки на дорогах серед широких мас населення (у тому числі, і у дошкільних закладах).

## Технічні засоби підвищення безпеки дорожнього руху

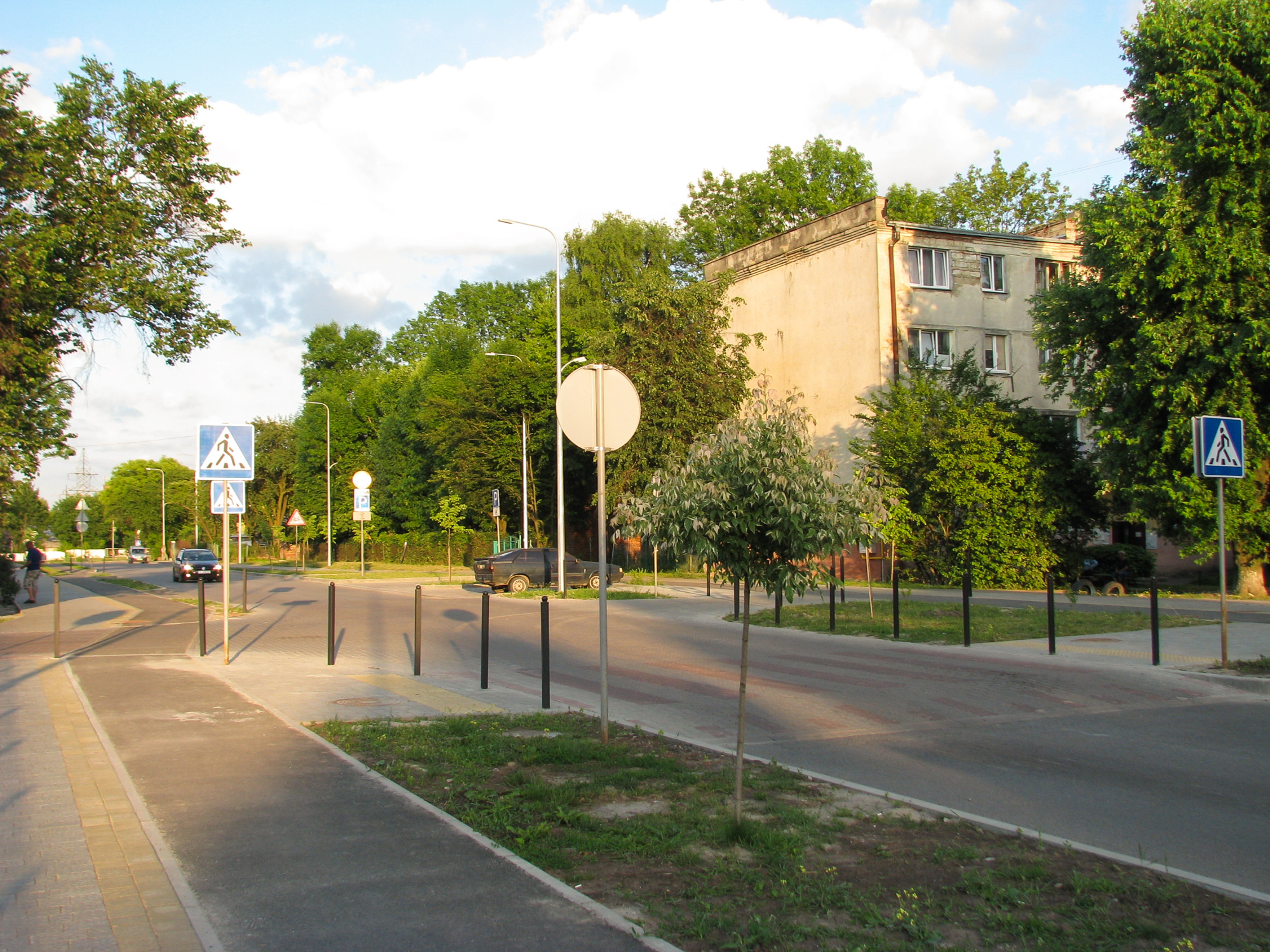
Перше підняте перехрестя в Україні (Львів, вул. Садова)

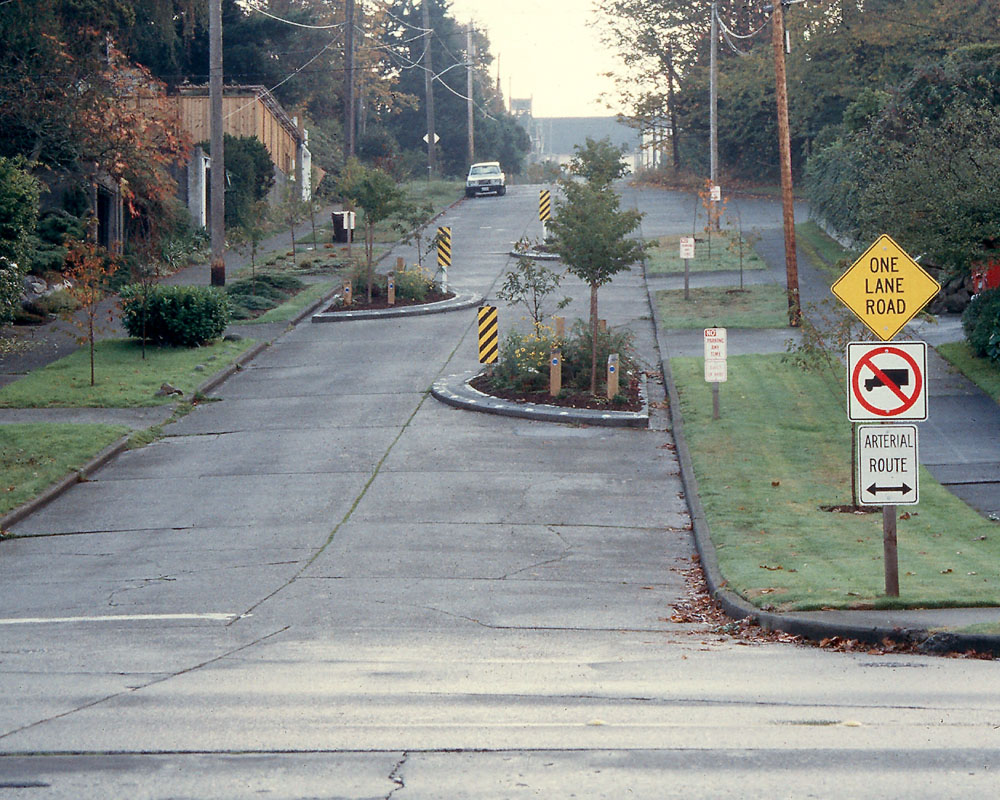
Шикани на вулиці (США)

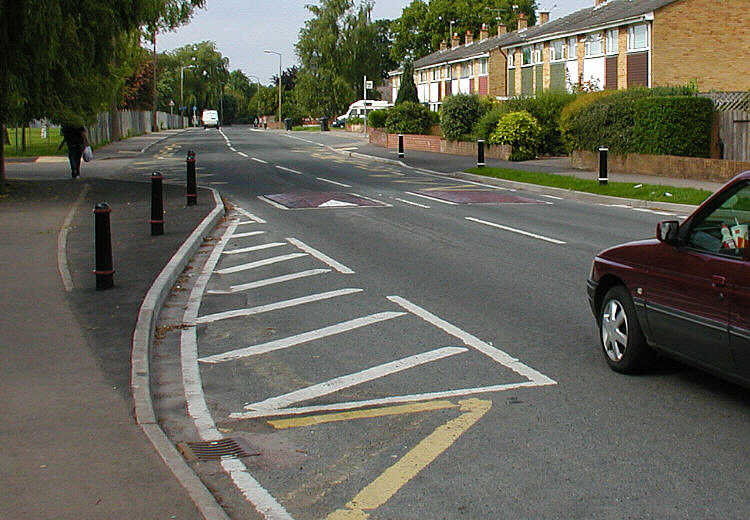
Звуження проїжджої частини перед перехрестям і «берлінські подушки»

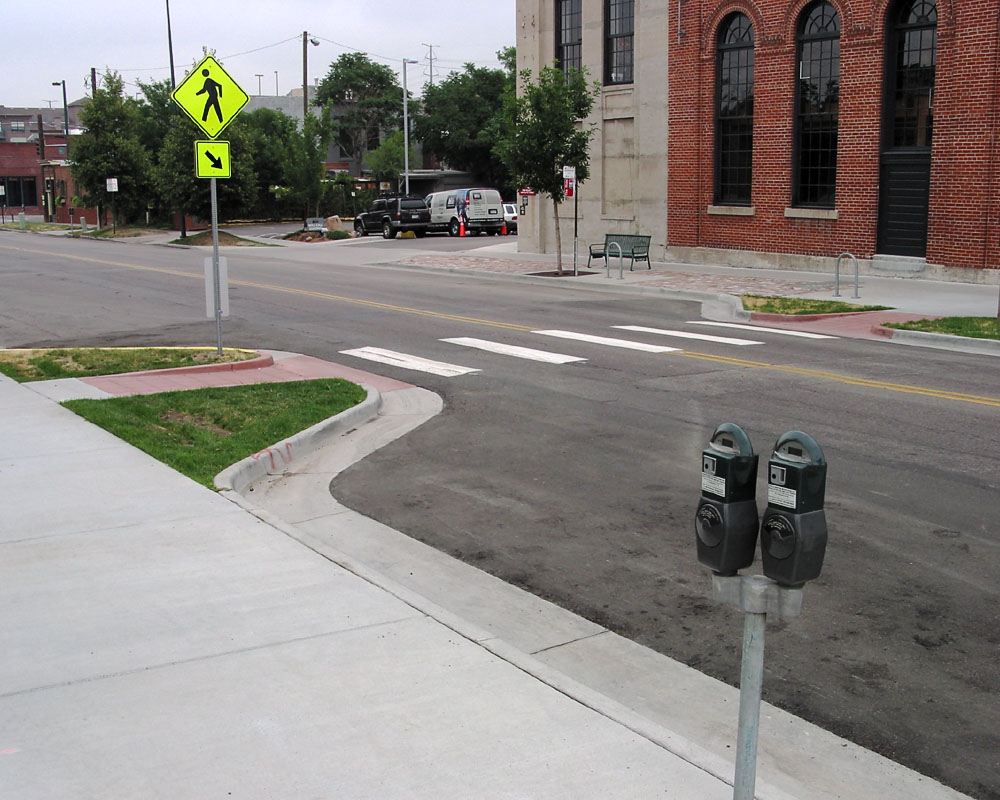
Розширення тротуару в місці переходу (Канада)

До технічних засобів підвищення безпеки дорожнього руху в межах населених пунктів та за їх межами є правильна побудова дорожньої та вуличної інфраструктури. 
Зокрема, на в'їздах в населені пункти з траси, а також на перехрестях і дорогах самих населених пунктів практикують спорудження елементів для зниження швидкості руху транспорту. При в'їзді в населений пункт можливо запроектувати спеціальний вигин дорожнього полотна, який примушуватиме водіїв для успішного проходження цього вигину знижувати швидкість до безпечної або до дозволеної. На міських немагістральних вулицях використовують доступні для міста засоби зниження швидкості: шикани, штучні дорожні нерівності (підвищені пішохідні переходи, підвищені перехрестя, «берлінські подушки», «лежачі поліцейські»).
Зокрема, вперше в Україні прийом спорудження підвищеного перехрестя було застосовано у Львові на вулиці Садовій. Також у Львові практикують споруджувати шикани — вперше цей прийом було застосовано в 2011 році на вул. Ужгородській, пізніше шикани з'явились на інших вулицях (вул. Корейській, тощо). На вулицях Шкільній та Корейській в 2016 році з'явились різновиди берлінських подушок. Класичні берлінські подушки в перше в Україні з'явилися у Львові на вулиці Голубця.
Для підвищення безпеки пішоходів під час перетину проїжджої частини, крім встановлення світлофорів для регулювання руху, застосовують практику зменшення відстані, яку пішохід має подолати для переходу через проїжджу частину дороги. Для цього облаштовують розширення тротуарів на перехрестях або в місцях переходів (часом їх також називають антикишенями) — таким чином, пішохід має подолати лише смугу для руху авто, а смуга для паркування в місці переходу перетворюється у тротуар.

## Основні складові безпеки дорожнього руху
Головними складовими безпеки дорожнього руху, що залежать від водія, є:
- безпечний інтервал,
- безпечна дистанція,
- безпечна швидкість.

За умови їх дотримання водієм, не виникає аварійної ситуації з його вини. А у випадку виникнення аварійної ситуації з вини іншого водія, за рахунок інтервалу, дистанції та швидкості ми маємо змогу уникнути ДТП без маневрування.

## Програми, кампанії та акції з безпеки дорожнього руху
- Vision Zero — шведська програма з підвищення безпеки дорожнього руху та зниження смертності в ДТП. Програма була прийнята парламентом країни в жовтні 1997 року.
- 1,5 метри поваги — кампанія задля безпеки руху руху велосипедистів. Відповідно до цієї кампанії, безпечний інтервал при обгоні велосипедиста має становити щонайменше 1,5 м.
- 3500lives — всесвітня, кампанія покликана привернути увагу до безпеки дорожнього руху та заохочення безпечної поведінки всіх його учасників.